# Metz (Automobilhersteller)
Metz war ein niederländischer Hersteller von Automobilen.

## Unternehmensgeschichte
Das Unternehmen aus Amsterdam begann 1909 mit der Produktion von Automobilen. Noch im gleichen Jahr endete die Produktion.

## Fahrzeuge
Das einzige Modell war ein Dreirad, bei dem sich das einzelne Rad vorne befand. Ein Zweizylindermotor von Minerva mit 3 ½ PS Leistung war oberhalb des Vorderrades angeordnet, ähnlich wie bei Cyklonette und Phänomobil. Die Fahrzeuge boten Platz für zwei bis drei Personen.